# Chiesa di San Giuseppe (Dalmine)
La chiesa di San Giuseppe è la parrocchiale di Dalmine in provincia e diocesi di Bergamo, fa parte del vicariato di Dalmine-Stezzano.

## Storia
Un edificio di culto presente sul territorio di Dalmine a testimoniare la sua storia molto antica, è indicato nella bolla pontificia del 1155 di papa Adriano IV. Il documento citata una chiesa dedicata a san Giorgio gestita dai monaci lateranensi, questi avevano il giuspatronato sul territorio e avevano potere di nominare i presbiteri e di beneficio.
Come indicato da Giovanni Da Lezze nel suo Descrizione di Bergamo e del suo territorio del 1596 Dalmine faceva parte della comunità di Sabbio, con le parrocchie di San Giorgio dove non si celebrava e di San Michele che faceva parte della'arcidiocesi di Milano, staccata nel 1787.
L'ordine lateranense fu soppresso nel 1785 dalla Repubblica Cisalpina e i terreni venduti all'asta.
Fu l'Ottocento ha modificare la località con la costruzione della grande fabbrica e il conseguente insediamento di nuclei di opera nei nuovi quartieri di Garbagni e Leonardo da Vinci.
Fu don Giuseppe Rocchi a guidare la costruzione di un nuovo edificio di culto, è lui infatti considerato il primo parroco. La chiesa fu costruita a spese della comunità con il coinvolgimento della società Dalmine S.p.A. nella persona del presidente Garbagni. La chiesa costruita su progetto dell'architetto Giovanni Greppi iniziata nel 1928 fu ultimata nel giro di tre anni e donata alla diocesi di Bergamo. Fu il vescovo Luigi Maria Marelli a consacrare, intitolare a san Giuseppe lavoratore e elevato a parrocchia il nuovo edificio il 18 marzo 1931. Il vescovo fece dono delle reliquie dei santi Vincenzo, Ferno e Teresa di Lisieux che furono sigillate nel nuovo altare maggiore.
Con decreto del 27 maggio 1979 del vescovo Giulio Oggioni la chiesa fu inserita nel vicariato locale Dalmine-Stezzano.

## Descrizione

### Esterno
L'edificio di culto è circondato dal sagrato con pavimentazione in beole delimitato da pilastri in ceppo e rialzato da una gradinata in marmo centrale che accompagna all'ingresso e due laterali di misure minori. Un parapetto è posto nella parte rialzata. Quattro statue in ceppo gentile di Brembate sono poste ai quattro angoli del sagrato opere di Giuseppe Siccardi raffiguranti sant'Antonio di Padova, san Domenico, sacro Cuore e santa Teresa del Bambin Gesù.
La fabbrica per rispondere alle linee tradizionali pur cercando nuove la libertà nelle forme si presenta piuttosto eclettica.
La facciata è delimitata da due coppie di lesene che reggono il brano di cornice completa di pinnacoli. Tra le due lesene vi è il porticato rialzato da un gradino con pavimentazione in marmo con colonnine monolitiche in marmo di Abbazia su tre aperture a archi in muratura frontali di cui quello centrale di misura maggiore, e due aperture laterali. La copertura del porticato è a guscia. Il portale ha paraste e architrave in pietra ed è affiancato da due piccole nicchie. Sulla parte superiore vi è il rosone sondato atto a illuminare l'aula. La facciata termina con un campanile a forma di bifora composto da due archetti a tutto tondo con colonnine in marmo.

### Interno
L'interno con volta a botte a pianta rettangolare è a unica navata che si sviluppa su quattro campate divise da tre coppie di lesene.
La zona del presbiterio preceduta dall'arco trionfale, di misura inferiore all'aula, e sopraelevato di cinque gradini con cupola a pianta ottagonale.
Gli altari sono completati da opere e dipinti tra i quali il San Giuseppe opera del 1930 di Aldo Carpi, di Cesare Monti è la Madonna del Rosario, Alberto Salietti la via Crucis.